# Giant Magellan Telescope
Il Giant Magellan Telescope (GMT) è un telescopio di elevate prestazioni in fase di costruzione, la cui ultimazione è prevista entro il 2029.
Sarà costituito da sette telescopi riflettori di 8,4 metri di diametro, installati presso l'Osservatorio di Las Campanas, in Cile; Il nome è stato scelto per analogia coi due Telescopi Magellano già operativi a Las Campanas.

## Caratteristiche

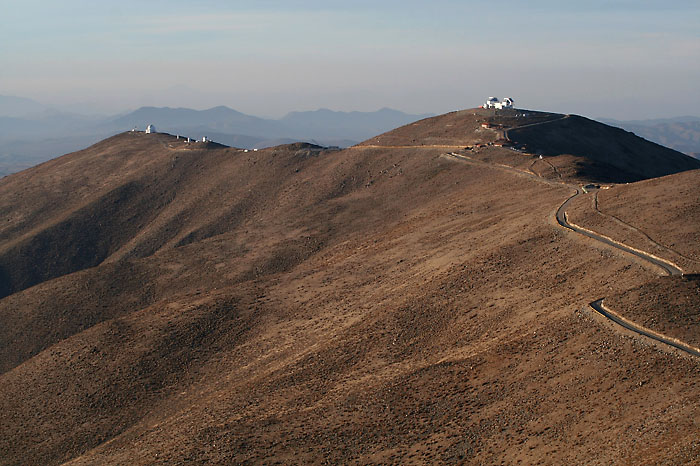
Osservatorio di Las Campanas

Il Giant Magellan Telescope sarà costituito da un insieme di sette specchi primari, sei dei quali disposti ad esagono e uno al centro, con un diametro esterno complessivo di 25,4 metri.
I sette specchi primari saranno disposti "fuori asse", cioè essi non saranno radialmente simmetrici. Le superfici riflettenti avranno però una particolare curvatura che permetterà che l'immagine complessiva risulti "in asse". Il progetto prevede che uno dei sette specchi possa essere rimosso ogni qualche anno, per permettere il rifacimento della superficie riflettente, senza pregiudicare l'operatività del telescopio.
Il telescopio potrà operare sia nell'ottico che nell'infrarosso e si prevede potrà ottenere, grazie anche all'uso di sofisticate ottiche adattive, una risoluzione di 0,2-0,3 arc sec ad una lunghezza d'onda di 500 nm.
Ciascuno dei sette specchi primari, costruito in vetro borosilicato presso il  Richard F. Caris Mirror Laboratory dell'università dell'Arizona, avrà un peso di 20 tonnellate con un accurato sistema di protezione antisismico. Per confronto, anche lo specchio del Telescopio Hale di 5 metri di diametro dell'Osservatorio di Monte Palomar pesa 20 tonnellate, pur avendo una superficie di poco più di un terzo (25 m² contro 70,5 m²).
La struttura esterna ospitante il telescopio sarà alta 60 metri.

## Enti partecipanti
Al 2009, partecipano alla realizzazione del progetto i seguenti enti:
- Carnegie Institution for Science
- Università Harvard
- Smithsonian Institution
- Università dell'Arizona
- University of Texas at Austin
- Texas A & M University
- Università Nazionale Australiana
- Astronomy Australia Limited
- Korea Astronomy and Space Research Institute

Essendo sviluppato da consorzi universitari e organizzazioni non profit, gli astronomi che non fanno parte dei consorzi non avrebbero accesso alle osservazioni. A tal fine, alla riunione annuale della American Astronomical Society svoltasi a gennaio 2019, la NSF ha proposto un sostegno economico di un miliardo di dollari congiuntamente ai gruppi di GMT e TMT in cambio del 25 % del tempo di osservazione su ciascun telescopio.

## Costruzione
Il primo specchio, realizzato presso l'Osservatorio Steward, in Arizona, è stato ultimato in autunno 2012; a novembre 2017 è stato ultimato il quinto specchio e la costruzione del settimo e ultimo specchio è iniziata a settembre 2023. Ad agosto 2018 è iniziato lo scavo delle fondamenta, conclusosi a marzo 2019, passando così alla successiva costruzione delle fondamenta, prevista per l'inizio del 2020. La struttura portante del sistema ottico è costruita dal gruppo italiano Camozzi.